# Anthyllis baltica
Anthyllis baltica är en ärtväxtart som beskrevs av Johann Friedrich Klotzsch. Anthyllis baltica ingår i släktet getväpplingar, och familjen ärtväxter. Inga underarter finns listade i Catalogue of Life.